# Concertino
Concertino (în traducere literală din italiană: concert mic) desemnează în muzica barocă un grup de instrumente soliste care dialoghează cu restul orchestrei – numit ripieno sau concerto grosso (concert mare) – și creând contraste dinamice. El este utilizat cu preponderență în genul muzical concerto grosso, dar și în genul simfonie concertantă⁠(it)[traduceți]. Grupul concertino cântă adesea și împreună cu restul orchestrei, uneori la unison, alteori diferențiindu-se în mod contrastant. Mai redus decât ripieno, concertino interpretează de obicei pasaje cu caracter de virtuozitate.